# Championnat de Belgique de football 1924-1925
Navigation
Saison précédente Saison suivante
Le championnat de Belgique de football 1924-1925 est la 25e saison du championnat de première division belge. Son nom officiel est « Division d'Honneur ».
Un moment accroché par l'Antwerp, le Beerchot AC prend ses distances durant le second tour du championnat et décroche un deuxième titre consécutif, son troisième dans l'absolu. Il est le quatrième club à réussir à conserver son titre d'une saison à l'autre.
En bas de classement, une lutte acharnée a lieu entre quatre équipes, les promus du White Star Woluwe AC étant rapidement distancés. En fin de saison, on assiste à un événement historique avec la relégation du Racing Club de Bruxelles, présent au plus haut niveau sans interruption depuis la création du championnat. Avec la descente en Promotion du sextuple champion de Belgique, c'est le dernier des sept clubs fondateurs du championnat à quitter l'élite, sportivement ou par choix.

## Clubs participants
Quatorze clubs prennent part à la compétition, autant que lors de l'édition précédente. Ceux dont le matricule est mis en gras existent toujours aujourd'hui.
| #  | Nom                                       | Mat. | Ville                | Terrain              | En D1 depuis (série) | Total en D1 | Saison précédente |
| -- | ----------------------------------------- | ---- | -------------------- | -------------------- | -------------------- | ----------- | ----------------- |
| 1  | Sporting Club Anderlechtois               | 35   | Anderlecht           | Stade Émile Versé    | 1924-1925 (1re)      | 3e          | Promotion A : 1er |
| 2  | Royal Antwerp Football Club               | 1    | Anvers               | Bosuilstadion        | 1901-1902 (19e)      | 24e         | 7e                |
| 3  | Beerschot Athletic Club                   | 13   | Anvers               | Kiel                 | 1907-1908 (13e)      | 19e         | 1er               |
| 4  | Berchem Sport                             | 28   | Berchem              | Grote Steenweg       | 1922-1923 (3e)       | 3e          | 10e               |
| 5  | Royal Cercle Sportif Brugeois             | 12   | Bruges               | Stade du CS Brugeois | 1899-1900 (21e)      | 21e         | 3e                |
| 6  | Royal Football Club Brugeois              | 3    | Bruges               | De Klokke            | 1898-1899 (22e)      | 23e         | 9e                |
| 7  | Daring Club de Bruxelles Société Royale   | 2    | Molenbeek            | Stade du Daring      | 1903-1904 (17e)      | 17e         | 8e                |
| 8  | Royal Racing Club de Bruxelles            | 6    | Uccle                | Vivier d'Oie         | 1895-1896 (25e)      | 25e         | 4e                |
| 9  | Association Royale Athlétique La Gantoise | 7    | Gentbrugge           | Stade Jules Otten    | 1913-1914 (7e)       | 7e          | 11e               |
| 10 | Racing Club de Gand                       | 11   | Gand                 | Emmanuel Hielstadion | 1923-1924 (2e)       | 11e         | 6e                |
| 11 | Royal Standard Club Liège                 | 16   | Sclessin             | Stade de Sclessin    | 1921-1922 (4e)       | 9e          | 5e                |
| 12 | Football Club Malinois                    | 25   | Malines              | Achter de Kazerne    | 1924-1925 (1re)      | 2e          | Promotion A : 2e  |
| 13 | Union Saint-Gilloise Société Royale       | 10   | Forest               | Stade du Parc Duden  | 1901-1902 (19e)      | 19e         | 2e                |
| 14 | White Star Woluwé Athletic Club           | 47   | Woluwe-Saint-Lambert | rue de Kelle         | 1924-1925 (1re)      | 1re         | Promotion B : 1er |

### Localisations
| Anvers La Gantoise RC Gand FC Malinois Bruxelles FC Brugeois CS Brugeois Standard |

#### Localisation des clubs bruxellois
les 5 cercles bruxellois sont :
(5) Daring CB SR
(6) SC Anderlechtois
(7) Union SG SR
(10) R. Racing CB
(14) White Star AC

#### Localisation des clubs anversois
les 3 cercles anversois sont :
(1) Royal Antwerp Football Club
(2) Beerschot AC
(3) Berchem Sport

## Déroulement de la saison

### Anvers est à la fête
Après trois rencontres, l'Antwerp prend le commandement et le conserve jusqu'au soir de la 12e journée. Après neuf matches, le « Great Old » possède trois longueurs d'avance sur le Beerschot qui vient de s'incliner de manière surprenante chez le dernier, le White Star, qui marque ainsi ses tout premiers points en Division d'Honneur.
Mais au moment de virer à mi-parcours, l'Antwerp a perdu le leadership. Accroché au Standard (1-1), puis battu à domicile par le Racing CB (1-3), le club anversois est bloqué à 19 points et doit laisser passer les Kielmen, qui en comptent vingt. Le CS Brugeois est à 4 points et l'Union à 5 longueurs.

### Le Beerschot prend ses distances et réalise le doublé
Durant la seconde moitié du championnat, l'Antwerp subit 4 revers. Le premier de ceux-ci est certainement le plus douloureux et oriente la suite de la compétition, une défaite 3-0 sur le terrain du Beerschot. Le 22 mars 1925, le Beerschot s'impose (1-0) contre le R. FC Brugeois alors que l'Antwerp s'incline (1-0) au Daring. Nanti de sept points d'avance, avec seulement deux matches à disputer, les Mauves du Kiel fêtent le troisième titre de leur Histoire, le second de rang.

### Lutte à cinq pour le maintien
Dans le bas du tableau, la lutte pour le maintien concerne principalement cinq clubs : La Gantoise, le FC Brugeois, le Racing CB, et les promus du FC Malinois et du White Star Woluwe AC.
Le White Star Woluwe AC connaît une adaptation délicate à la plus haute division. Le club de l'est de la capitale belge subit huit défaites consécutives avant de marquer ses premiers points. Ceux-ci font sensation puisqu'ils découlent d'une victoire contre le Beerschot, tenant du titre national et candidat avéré à sa propre succession. Le White Star boucle néanmoins le premier tour à la quatorzième et dernière place, avec 5 points.
Devant les promus se trouvent les autres montant du FC Malinois et le Racing CB avec 7 points. La Gantoise avec 9 unités sort tout juste la tête de l'eau alors qu'avec 13 points, le Club Brugeois semble plus à l'aise.

### Second tour à suspense
Sur les sept premiers matches second tour, le FC Brugeois en perd six et ne remporte qu'une seule victoire, 2-0 contre le SC Anderlechtois. Le club de la Venise du nord glisse vers la zone dangereuse et voit se rapprocher le FC Malinois et le Racing CB. Ce dernier, après une défaite 1-0 face au White Star, toujours dernier, se réveille et prend huit points sur dix, à deux journées de la fin. À ce moment le club de la capitale n'est plus qu'à une longueur du maintien.
À deux journées de la fin, au soir du 22 mars 1925, le White Star, qui a pourtant joué un match de moins, est mathématiquement condamné à la descente. Les deux autres sièges basculants restent en ballotage. Le FC Malinois, treizième, compte 18 points, pour 19 au Racing CB, 20 au FC Brugeois et 22 à La Gantoise. Une semaine plus tard, les gantois assurent leur maintien grâce à un partage face à l'Union Saint-Gilloise (1-1), tandis que les quatre derniers s'inclinent.
La dernière journée, programmée le 19 avril 1925, livre le verdict final. Le FC Brugeois obtient un partage un but partout contre l'Union. Ce match nul s'avère suffisant car ses deux poursuivants réalisent le même score, contre l'Antwerp pour le Racing et contre le White Star pour le FC Malinois. Ces deux derniers clubs accompagnent donc le White Star en Promotion la saison prochaine. Pour les malinois, c'est une seconde relégation directe après une montée parmi l'élite.
La relégation du Royal Racing Club de Bruxelles, fondateur de la compétition en 1895, marque un tournant dans l'Histoire du football belge. Ainsi, tous les clubs fondateurs de l'épreuve ont quitté à un moment donné, par choix ou par décision sportive, la plus haute division belge.
Un premier record de présence consécutive est établi : le Royal Racing Club de Bruxelles a disputé 25 saisons consécutives au sein de l'élite belge. Parmi les séries alors en cours, les plus longues sont l'apanage du FC Brugeois, avec 23 saisons depuis 1898-1899 et du CS Brugeois, présent depuis 1899-1900 soit 22 saisons.

## Résultats

### Résultats des rencontres
Avec quatorze clubs engagés, 182 matches sont au programme de la saison.
| Résultats (▼dom., ►ext.)                                   | AND | ANT | BEE | BER | CSB | FCB | DAR | RAC | LAG | RCG | FCM | STA | USG | WST |
| SC Anderlechtois                                           |     | 0-1 | 2-3 | 1-0 | 0-1 | 3-0 | 0-1 | 0-2 | 3-1 | 2-0 | 2-1 | 3-0 | 1-0 | 3-0 |
| R. Antwerp FC                                              | 2-1 |     | 1-1 | 0-0 | 2-0 | 0-0 | 1-0 | 1-3 | 2-0 | 1-0 | 1-1 | 3-0 | 4-0 | 6-0 |
| Beerschot AC                                               | 3-2 | 3-0 |     | 2-1 | 0-0 | 3-1 | 0-0 | 5-2 | 5-1 | 6-0 | 4-1 | 3-2 | 1-0 | 2-0 |
| Berchem Sport                                              | 2-1 | 1-1 | 2-0 |     | 3-1 | 3-2 | 4-4 | 3-1 | 2-0 | 2-0 | 3-3 | 3-0 | 1-2 | 4-0 |
| R. CS Brugeois                                             | 1-1 | 1-1 | 0-2 | 2-1 |     | 2-0 | 0-0 | 2-0 | 0-1 | 4-1 | 1-3 | 2-1 | 0-1 | 1-0 |
| R. FC Brugeois                                             | 2-0 | 1-3 | 0-2 | 1-0 | 1-1 |     | 1-0 | 3-1 | 4-0 | 1-4 | 1-0 | 1-2 | 1-1 | 2-1 |
| Daring CB SR                                               | 0-2 | 1-0 | 0-1 | 4-1 | 0-1 | 2-1 |     | 3-0 | 3-0 | 0-1 | 1-1 | 2-2 | 0-1 | 4-1 |
| R. Racing CB                                               | 2-2 | 1-1 | 0-1 | 0-2 | 0-0 | 1-0 | 0-1 |     | 1-1 | 0-2 | 2-3 | 2-0 | 1-0 | 2-0 |
| ARA La Gantoise                                            | 1-0 | 0-1 | 1-1 | 3-1 | 0-0 | 1-2 | 1-0 | 2-2 |     | 1-1 | 2-2 | 1-1 | 0-1 | 1-0 |
| RC de Gand                                                 | 2-3 | 2-1 | 2-0 | 0-4 | 2-0 | 3-2 | 2-0 | 0-0 | 0-1 |     | 0-0 | 1-1 | 3-1 | 2-0 |
| FC Malinois                                                | 2-1 | 0-1 | 0-5 | 1-1 | 1-2 | 5-1 | 0-2 | 1-2 | 1-1 | 0-2 |     | 1-1 | 4-4 | 1-1 |
| R. Standard CL                                             | 1-0 | 1-1 | 2-0 | 4-2 | 2-2 | 0-3 | 1-1 | 2-0 | 1-3 | 2-2 | 2-0 |     | 1-0 | 5-0 |
| Union St-Gilloise SR                                       | 1-1 | 3-2 | 1-2 | 1-0 | 1-1 | 4-1 | 1-1 | 1-0 | 1-1 | 3-1 | 3-1 | 3-0 |     | 2-1 |
| White Star AC                                              | 0-3 | 1-2 | 1-0 | 1-0 | 0-0 | 2-1 | 0-1 | 1-0 | 3-0 | 3-3 | 1-1 | 0-2 | 0-5 |     |
| - Victoire à domicile - Match nul - Victoire à l'extérieur |     |     |     |     |     |     |     |     |     |     |     |     |     |     |

### Classement final
| Rang | Équipe                      | Pts | J  | G  | N  | P  | Bp | Bc | Diff |
| ---- | --------------------------- | --- | -- | -- | -- | -- | -- | -- | ---- |
| 1    | BEERSCHOT AC T              | 40  | 26 | 18 | 4  | 4  | 55 | 22 | +33  |
| 2    | R. Antwerp FC               | 34  | 26 | 13 | 8  | 5  | 39 | 21 | +18  |
| 3    | Union Royale St-Gilloise SR | 32  | 26 | 13 | 6  | 7  | 41 | 29 | +12  |
| 4    | R. CS Brugeois              | 28  | 26 | 9  | 10 | 7  | 25 | 24 | +1   |
| 5    | RC de Gand                  | 28  | 26 | 11 | 6  | 9  | 36 | 38 | -2   |
| 6    | Daring CB SR                | 27  | 26 | 10 | 7  | 9  | 31 | 23 | +8   |
| 7    | Berchem Sport               | 27  | 26 | 11 | 5  | 10 | 46 | 35 | +11  |
| 8    | R. Standard CL              | 26  | 26 | 9  | 8  | 9  | 36 | 39 | -3   |
| 9    | SC Anderlechtois            | 25  | 26 | 11 | 3  | 12 | 37 | 29 | +8   |
| 10   | ARA La Gantoise             | 23  | 26 | 7  | 9  | 10 | 24 | 38 | -14  |
| 11   | R. FC Brugeois              | 21  | 26 | 9  | 3  | 14 | 33 | 44 | -11  |
| 12   | R. Racing CB                | 20  | 26 | 7  | 6  | 13 | 25 | 37 | -12  |
| 13   | FC Malinois                 | 19  | 26 | 4  | 11 | 11 | 34 | 47 | -13  |
| 14   | White Star Woluwe AC        | 14  | 26 | 5  | 4  | 17 | 17 | 53 | -36  |

Légende
- Champion de Belgique 1925
- Club relégué pour la saison suivante

Abréviations
T : Tenant du titre 1924

 : nouveau venu depuis la saison précédente

### Meilleur buteur
Joseph Taeymans (Berchem Sport) avec 20 buts. Il est le onzième joueur belge différent à être sacré meilleur buteur de la  plus haute division belge.

#### Classement des buteurs
Le tableau ci-dessous reprend les treize meilleurs buteurs du championnat, soit les joueurs ayant inscrit dix buts ou plus durant la saison.
| #   | Pays | Joueur              | Club                    | Buts | Matches joués |
| --- | ---- | ------------------- | ----------------------- | ---- | ------------- |
| 1.  |      | Joseph Taeymans     | Berchem Sport           | 20   | 25            |
| 2.  |      | Ferdinand Adams     | SC Anderlechtois        | 16   | 25            |
| 3.  |      | Henri Larnoe        | Beerschot AC            | 13   | 18            |
| =.  |      | Gérard Delbeke      | R. FC Brugeois          | 13   | 20            |
| =.  |      | Georges De Spae     | ARA La Gantoise         | 13   | 22            |
| 6.  |      | Achille Meyskens    | Union Saint-Gilloise SR | 12   | 13            |
| =.  |      | Pierre Van de Ven   | FC Malinois             | 12   | 21            |
| =.  |      | Honoré Vlamynck     | Daring CB               | 12   | 22            |
| 9.  |      | Raymond Braine      | Beerschot AC            | 11   | 23            |
| =.  |      | Alexandre Godfroid  | Union Saint-Gilloise SR | 11   | 21            |
| 11. |      | Laurent Grimmonprez | RC de Gand              | 10   | 21            |
| =.  |      | Charles De Munter   | SC Anderlechtois        | 10   | 24            |
| =.  |      | Louis Vanderstraten | R. Antwerp FC           | 10   | 25            |

## Récapitulatif de la saison
- Champion : Beerschot AC (3e titre)
- Quatrième équipe à remporter deux titres consécutifs
- Cinquième équipe à remporter trois titres
- Troisième titre pour la province d'Anvers

| Région flamande (8)             | Région flamande (8) | Province de Brabant (5)      | Province de Brabant (5) | Région wallonne (1)    | Région wallonne (1) |
| ------------------------------- | ------------------- | ---------------------------- | ----------------------- | ---------------------- | ------------------- |
| Province d'Anvers               | 4                   | Région de Bruxelles-Capitale | 5                       | Province de Hainaut    | 0                   |
| Province de Flandre-Occidentale | 2                   | Province du Brabant flamand  | 0                       | Province de Liège      | 1                   |
| Province de Flandre-Orientale   | 2                   | Province du Brabant wallon   | 0                       | Province de Luxembourg | 0                   |
| Province de Limbourg            | 0                   |                              |                         | Province de Namur      | 0                   |

1. ↑  Au niveau footballistique, la province de Brabant est toujours unitaire malgré sa partition territoriale en 1995.

### Admission et relégation
Le Racing CB, le FC Malinois et le White Star Woluwe AC sont relégués de Division d'Honneur. Le Racing CB quitte l'élite après 25 saisons de présence ininterrompue, les deux autres le sont douze mois après avoir été promus. Ils cèdent leur place au Tilleur FC, au CS Verviétois et au RC de Malines, promus depuis la Promotion.

### Débuts en Division d'Honneur
Un club fait ses débuts dans la plus haute division belge. Il est le 29e club différent à y apparaître.
- Le White Star Woluwe AC est le 13e club de la province de Brabant et le 13e bruxellois à évoluer dans la plus haute division belge.

### Changements de nom
Reconnus « Société Royale », deux clubs changent de nom en vue de la saison prochaine.
- le Racing de Gand devient le Royal Racing de Gand
- le Beerschot AC devient le Royal Beerschot AC

### Bilan de la saison
| Championnat de Belgique de football 1924-1925 |                         |
| Champion                                      | Beerschot AC (3e titre) |
| Dauphin                                       | R. Antwerp FC           |
| Promotions et relégations                     |                         |
| Promus en Division d'Honneur                  | Tilleur FC              |
| Promus en Division d'Honneur                  | CS Verviétois           |
| Promus en Division d'Honneur                  | RC de Malines           |
| Relégués en Promotion                         | White Star Woluwé AC    |
| Relégués en Promotion                         | FC Malinois             |
| Relégués en Promotion                         | R. Racing CB            |